# Namika

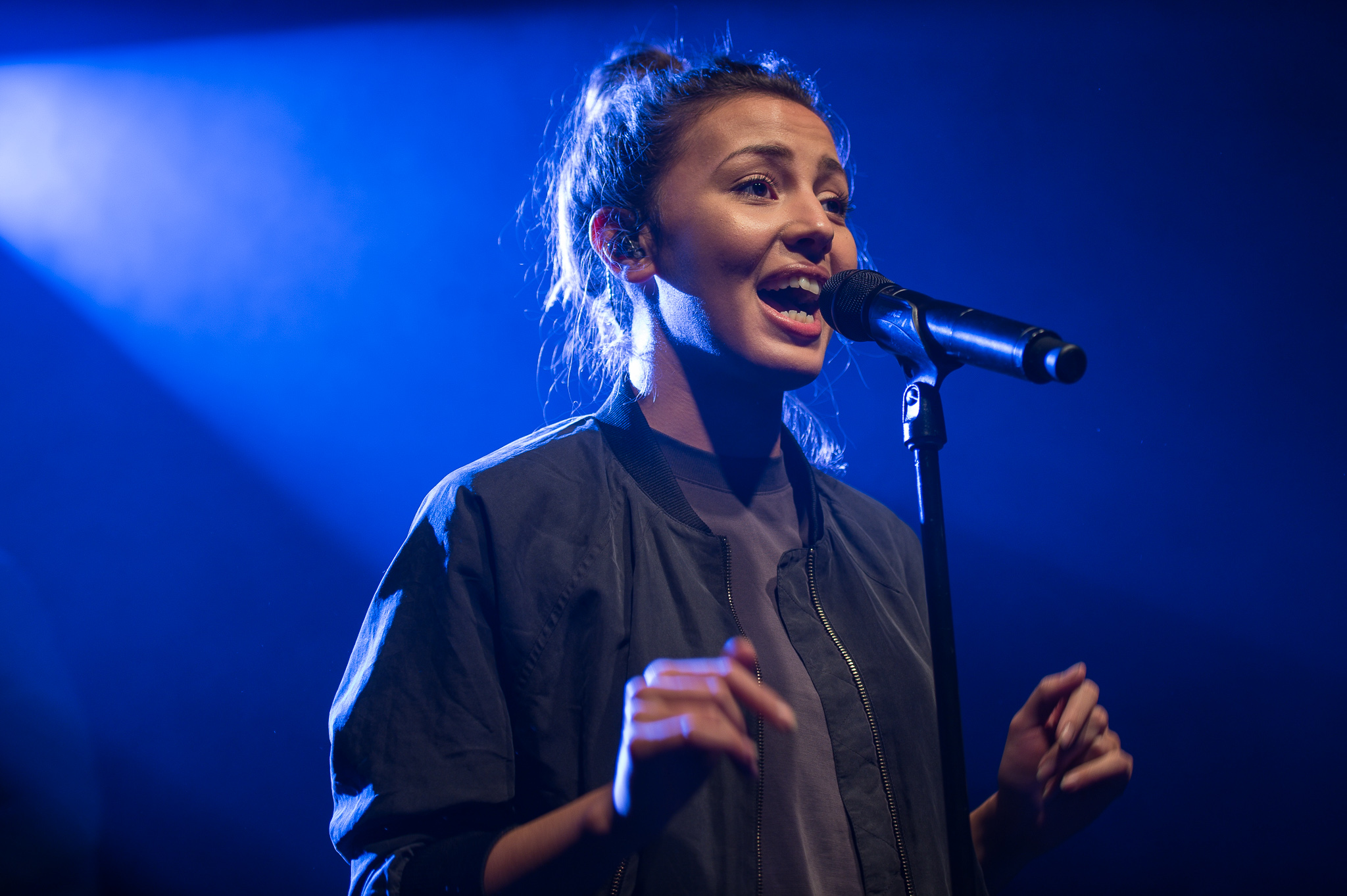
Namika podczas występu (2016)

Namika, właśc. Hanan Hamdi (ur. 7 września 1991 we Frankfurcie nad Menem) – niemiecka piosenkarka marokańskiego pochodzenia.

## Życiorys
Namika urodziła się i dorastała we Frankfurcie nad Menem. Jej dziadkowie pochodzą z marokańskiego miasta Nador, skąd przybyli w latach 70. XX wieku do Niemiec. 21 lipca 2015 roku ukazał się jej debiutancki album pt. Nador, który dotarł do 13 miejsca na niemieckiej liście sprzedaży albumów. Pierwszym singlem promującym album został utwór „Lieblingsmensch”, który zadebiutował pod koniec lipca 2015 roku na 27 miejscu niemieckiej listy sprzedaży singli, po czym awansował na szczyt notowania w ósmym tygodniu od premiery. W 2015 roku reprezentowała kraj związkowy Hesję w Bundesvision Song Contest, zajmując ostatecznie 7. miejsce z utworem „Hellwach”. Utwór został wyprodukowany przez niemiecki zespół producencki Beatgees, który współpracował między innymi z Leną Meyer-Landrut, Curse oraz Ann Sophie. 9 października tego samego roku wykonała trzy utwory podczas rywalizacji w New Music Award, który jest uważany za największy niemiecki konkurs dla młodych muzyków.
29 marca 2018 roku Namika ogłosiła, że jej drugi album będzie nazywał się Que Walou. W tym samym dniu ukazały się dwa pierwsze single „Que Walou” i „Ahmed (1960-2002)”. 13 kwietnia został wydany trzeci singiel „Je ne parle pas français”. Do singla powstały dwa remiksy stworzone przez niemiecki duet producencki Beatgees, w tym jeden z gościnnym udziałem francuskiego rappera Black M. „Je ne parle pas français” zajmował dwa tygodnie z rzędu pierwsze miejsce na niemieckiej liście najpopularniejszych singli. Z albumu wydano jeszcze dwa single „Ich will dich vermissen” oraz „Zirkus”.

## Dyskografia

### Albumy
| Rok  | Tytuł                  | Najwyższa pozycja | Najwyższa pozycja | Najwyższa pozycja | Informacje o albumie                                         |
| Rok  | Tytuł                  | Niemcy DE         | Austria AT        | Szwajcaria CH     | Informacje o albumie                                         |
| ---- | ---------------------- | ----------------- | ----------------- | ----------------- | ------------------------------------------------------------ |
| 2015 | Nador Jive Records     | 13 (34 tyg.)      | 58 (4 tyg.)       | 36 (15 tyg.)      | Wydany: 24 lipca 2015 Niemcy: Złota płyta Sprzedaż: 100 000+ |
| 2018 | Que Walou Jive Records | 12 (31 tyg.)      | 46 (1 tyg.)       | 29 (9 tyg.)       | Wydany: 1 czerwca 2018                                       |

### Minialbumy
- 2015: Hellwach

### Single
| Rok  | Tytuł                                     | Najwyższa pozycja | Najwyższa pozycja | Najwyższa pozycja | Informacje |
| Rok  | Tytuł                                     | Niemcy DE         | Austria AT        | Szwajcaria CH     | Informacje |
| ---- | ----------------------------------------- | ----------------- | ----------------- | ----------------- | --- |
| 2015 | Lieblingsmensch Album: Nador              | 1 (43 tyg.)       | 2 (32 tyg.)       | 14 (30 tydz.)     | Wydany: 7 sierpnia 2015 Niemcy: 3x Złota płyta Austria: Złota płyta Szwajcaria: Złota płyta Sprzedaż: 630 000+          |
| 2015 | Hellwach Album: Nador                     | 62 (1 tydz.)      | –                 | –                 | Wydany: 28 sierpnia 2015                                                                                                |
| 2016 | Kompliziert Album: Nador                  | 60 (9 tyg.)       | –                 | –                 | Wydany: 5 lutego 2016                                                                                                   |
| 2018 | Je ne parle pas français Album: Que Walou | 1 (36 tyg.)       | 16 (24 tyg.)      | 7 (30 tyg.)       | Wydany: 13 kwietnia 2018 Niemcy: Platynowa płyta Austria: Złota płyta Szwajcaria: 2x Platynowa płyta Sprzedaż: 455 000+ |

Inne wydania
- 2013: Flow zum Gesang (jako Hän Violett)
- 2015: Nador
- 2015: Wenn sie kommen (feat. Ali As)
- 2015: Na-Mi-Ka
- 2015: Mein Film (feat. MoTrip)
- 2016: Lass sie tanzen (Square Dance)
- 2016: Wie Sand
- 2018: Ahmed (1960–2002)
- 2018: Que Walou
- 2018: Ich will dich vermissen
- 2018: Zirkus
- 2018: Alles was zählt
- 2018: Phantom